# 两列毛小米草
两列毛小米草（学名：Euphrasia bilineata）为玄参科小米草属下的一个种。